# Tháng Di sản người Mỹ gốc Ba Lan

Hai bang, Wisconsin và Pennsylvania, chính thức kỷ niệm Tháng Di sản Mỹ gốc Ba Lan vào năm 2013.

Tháng Di sản người Mỹ gốc Ba Lan là một sự kiện  được tổ chức thường niên vào tháng 10 bởi các cộng đồng người Mỹ gốc Ba Lan. Sự kiện được tổ chức lần đầu tiên vào năm 1981, sau khi Michael Blichasz, Chủ tịch Trung tâm Văn hóa Người Mỹ gốc Ba Lan ở Philadelphia tổ chức. Ban đầu, nó được tổ chức vào tháng 8 tại nhiều cuộc tụ họp, sự kiện du lịch và các địa điểm có ý nghĩa văn hóa ở Pennsylvania. Trung tâm Văn hóa Người Mỹ gốc Ba Lan và Quốc hội của Người Mỹ gốc Ba Lan, đã vận động các chính trị gia ở cấp tiểu bang và quốc gia, để biến tháng Tám thành tháng di sản Ba Lan. Năm 1984, Nghị quyết Liên hợp Nhà 577 được thông qua, tháng Tám hàng năm trở thành Tháng Di sản của người Mỹ gốc Ba Lan. Tổng thống Ronald Reagan kêu gọi tất cả người Mỹ cùng tham gia lễ kỷ niệm tôn vinh di sản Ba Lan tại Hoa Kỳ. Về sau, tháng này được đổi thành tháng 10 năm 1986, để hỗ trợ các trường tham gia tổ chức trong năm học. Tháng 10 cũng có ý nghĩa quan trọng, vì đây là tháng mà ngoại kiều Ba Lan lần đầu tiên đến Jamestown, Virginia.
Các tuyên bố vẫn được đưa ra bởi Tổng thống Reagan và George HW Bush, nhưng đến thời kỳ của Tổng thống Bill Clinton trở đi thì đều đã công nhận Ngày tưởng niệm Tướng Pulaski, và các thông điệp chính thức ghi nhận Tháng Di sản Hoa Kỳ của Ba Lan. Tuy nhiên, đến thời Tổng thống Barack Obama và tiếp đến là Donald Trump, đều chưa đưa ra bất kỳ tuyên bố hoặc thông điệp Chính thức nào để kỷ niệm Tháng Di sản Người Mỹ gốc Ba Lan.
Vào năm 2017, đề xuất luật HR1230  đã được Đại diện Bang James White đệ trình lên Cơ quan Lập pháp Texas và tuyên bố "rằng Hạ viện của Cơ quan Lập pháp Texas thứ 85 theo đây, công nhận tháng 10 năm 2017 là Tháng Di sản Người Mỹ gốc Ba Lan tại Texas, và tôn vinh những đóng góp của người Ba Lan và người dân gốc Ba Lan cho tiểu bang".

## Tuyên bố của Ronald Reagan
- 1984
- 1986 Lưu trữ ngày 10 tháng 9 năm 2015 tại Wayback Machine
- 1988 Lưu trữ ngày 19 tháng 9 năm 2015 tại Wayback Machine

## Tuyên bố của George HW Bush
- 1989 Lưu trữ ngày 3 tháng 3 năm 2016 tại Wayback Machine
- 1990
- 1991 Lưu trữ ngày 3 tháng 3 năm 2016 tại Wayback Machine
- 1992 Lưu trữ ngày 4 tháng 3 năm 2016 tại Wayback Machine

## Thông điệp chính thức của Bill Clinton
- 1996